# 김광수 (1977년)
김광수(1977년 3월 10일 ~ )는 대한민국의 축구 선수이며, 포지션은 골키퍼이다.